# Oldenlandia brachypoda
Oldenlandia brachypoda är en måreväxtart som beskrevs av Dc.. Oldenlandia brachypoda ingår i släktet Oldenlandia och familjen måreväxter. Inga underarter finns listade i Catalogue of Life.